# Fosterovenator churei
Fosterovenator ("cazador de Foster") es un género extinto de dinosaurio terópodo ceratosáurido que vivió en la época Jurásico Superior, hace aproximadamente  entre 155 a 147 millones de años durante el Kimmeridgiense y el Titoniense en lo que ahora es Norteamérica.

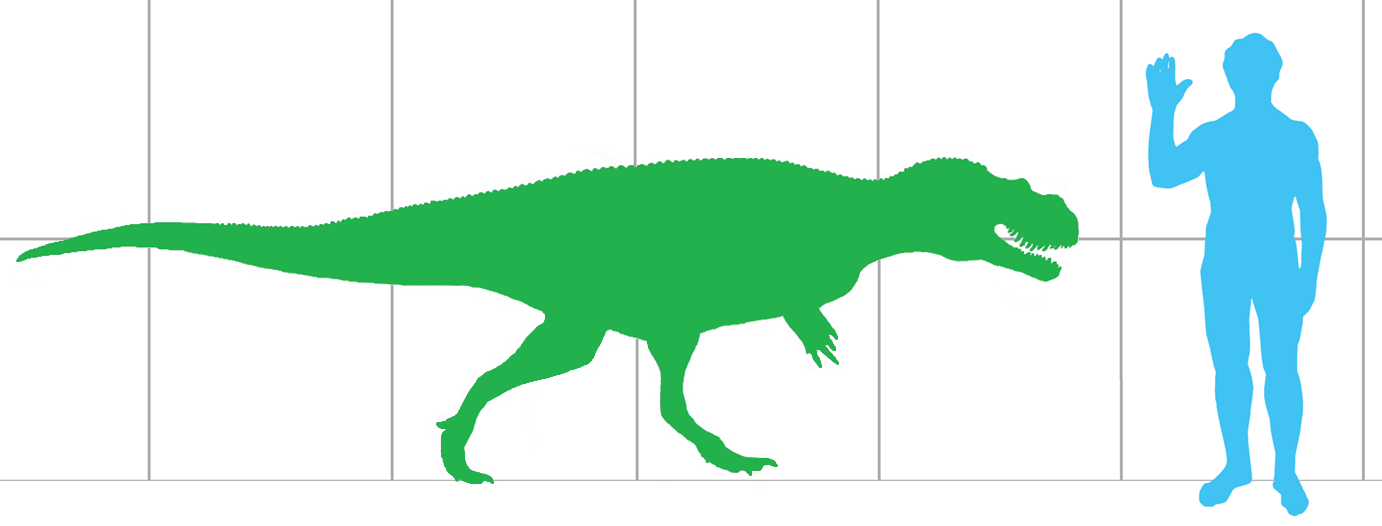
Fosterovenator adulto comparado con un humano.

Encontrado en la formación Morrison de Wyoming. El holotipo es YPM VP 058267A, B y C, una tibia con un astrágalo articulado. Se conoce una muestra adicional, el paratipo YPM VP 058267D, un peroné de un individuo más grande.
Los restos del espécimen holotipo YPM VP 058267A, B y C fueron descubiertos en la localidad de Como Bluff, Wyoming, en la Formación Morrison y consisten en una tibia derecha casi completa con un astrágalo articulado. El espécimen paratipo YPM VP 058267D, consiste de un peroné derecho que mide 27,5 centímetros de longitud y pertenece a un individuo mucho mayor. Además era de tamaño pequeño más parecido al de Elaphrosaurus que al de su pariente Ceratosaurus.

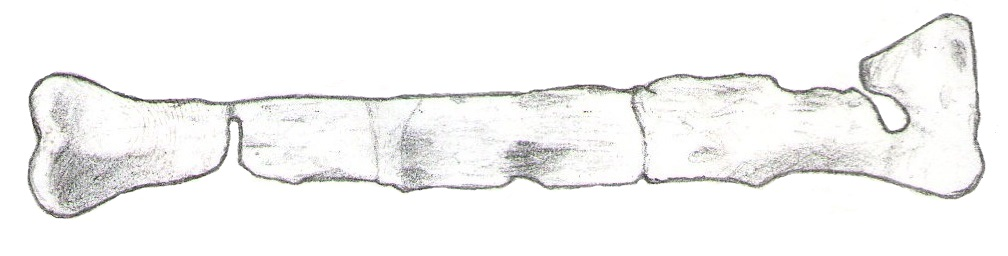
Fíbula derecha del espécimen paratipo YPM VP 058267D

Sin embargo, las afinidades con los  ceratosaurianos de Fosterovenator, al menos del paratipo, han sido cuestionadas.
El nombre del género Fosterovenator es en referencia al investigador John R. Foster combinado con la palabra latina venator ("cazador"). El nombre de la especie, churei es en honor al paleontólogo Daniel J. Chure.